# Ranjit Barot
Ranjit Barot (* 2. September 1950) ist ein indischer Musiker (Schlagzeug, Gesang, Arrangement) und Filmkomponist, der auch im Bereich des Fusionjazz tätig ist.

## Leben und Wirken
Barot wuchs in einer Familie auf, die von klassischer indischer Musik und Tanz durchdrungen ist; seine Mutter war die Tänzerin Sitara Devi. Er erhielt einige Tablastunden bei Alla Rakha, um dann ans Schlagzeug zu wechseln. Mit 16 Jahren spielte er in einer lokalen Rockband. Dann ersetzte er Trilok Gurtu in der ProgRock-Band Waterfront. 1980 tourte er in Europa mit dem Jazz Yatra Sextett um Louis Banks; parallel trat er im Ensemble Jazzmine von Ravi Shankar mit John Handy, George Adams und Mike Richmond auf. Bis 1982 spielte er weiterhin auf europäischen Festivals und nahm 1982 auch das Album Sangam (Eigelstein) auf. Mit Don Cherry trat er 1982 beim Festival Jazz Yatra in Bombay auf.
Dann arbeitete Barots fast zwei Jahrzehnte in der indischen Filmindustrie, hauptsächlich in der Musikproduktion und der Komposition, unter anderem mit A. R. Rahman, Anu Malik und Ismail Darbar; weiterhin war er dort Schlagzeuger und Arrangeur für Rahul Dev Burman, Laxmikant-Pyarelal sowie Kalyanji-Anandji.
1994 erschien Barots Debütalbum  Oh Darling Yeh Hai India, dem 1997 Seduction folgte. Seit 2006 spielte er mit John McLaughlin; seit 2009 gehört er zu dessen 4th Dimension und hat mit diesem, Gary Husband und Étienne M’Bappé mittlerweile vier Studioalben eingespielt. Daneben gründete er eine eigene Band; 2010 hat er sein drittes Album Bada Boom mit unterschiedlichen Besetzungen aus Musikern wie Zakir Hussain, John McLaughlin, U. Shrinivas, U. Rajesh, Scott Kinsey, Matt Garrison, Wayne Krantz, Dominique di Piazza, Harmeet Manseta, Taufiq Qureshi, Nicolas Fiszman, Tim Garland, Gwilym Simcock, Aydın Esen und Elie Afif veröffentlicht. 2008 war er an dem von Bob Belden produzierten Tribut-Album A Celebration of the Music of Miles Davis: Miles from India beteiligt (wo er gemeinsam mit Mike Stern, Adam Holzman und Robert Irving III Jean Pierre interpretierte). Weiterhin arbeitete er mit Jonas Hellborg, Mattias Eklundh und Mohini Dey.
2010 war er der Komponist für die Eröffnungs- und die Schlusszeremonie der Commonwealth Games in Delhi.